# Desiderio da Settignano

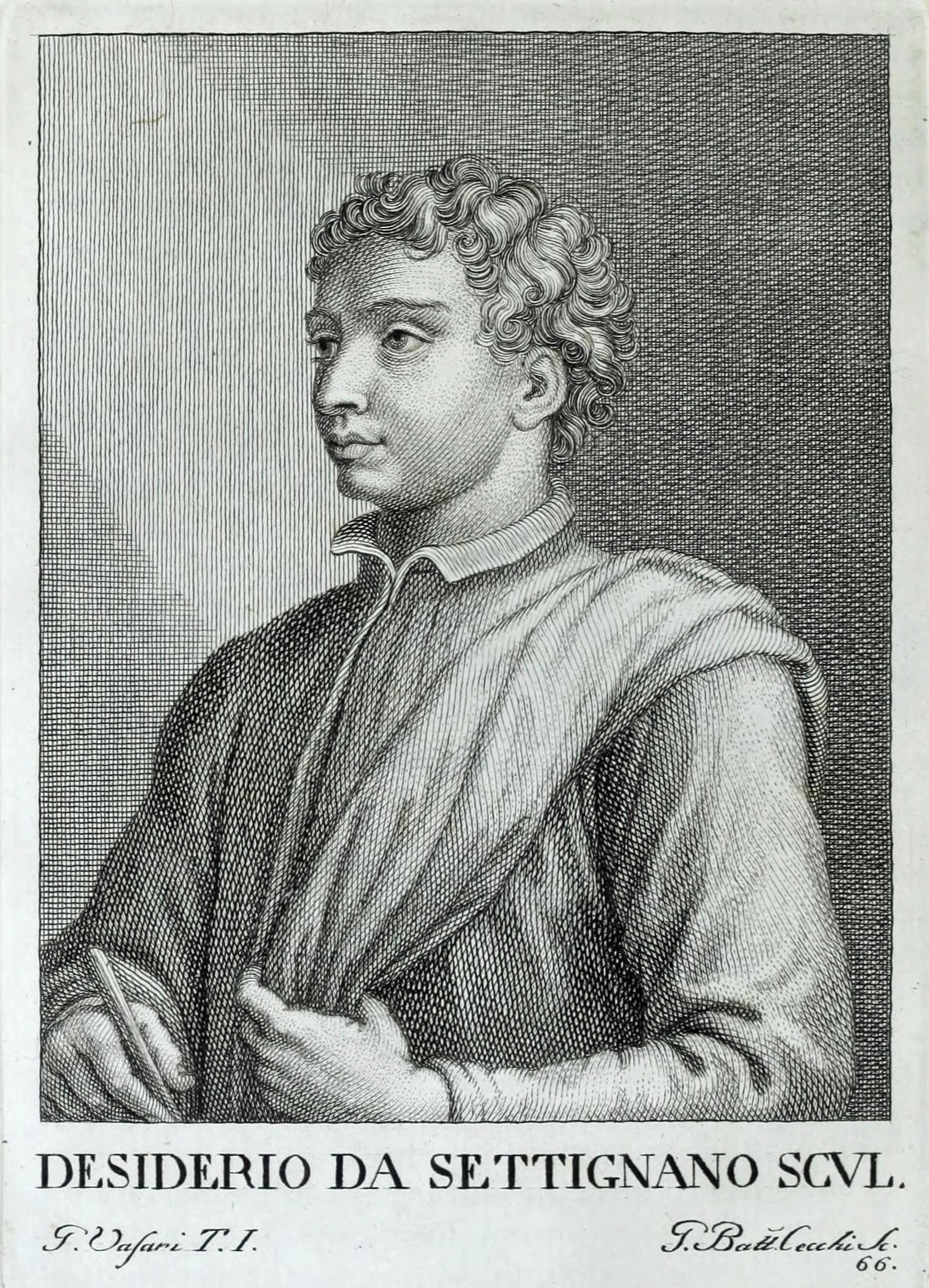
Desiderio da Settignano

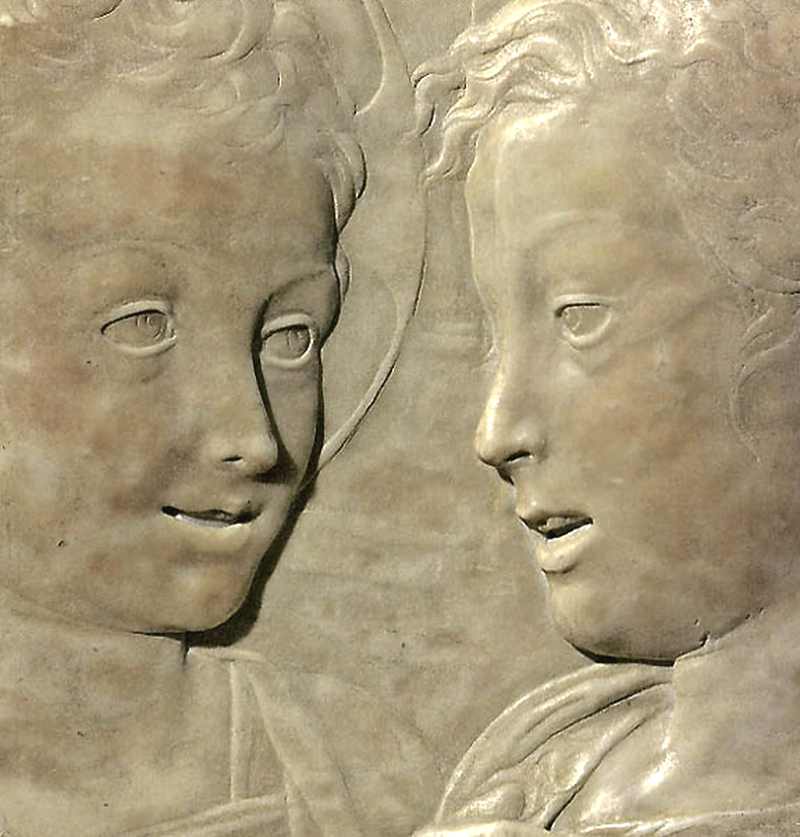
Tondo con il Bambino e il san Giovannino del museo del Louvre, particolare

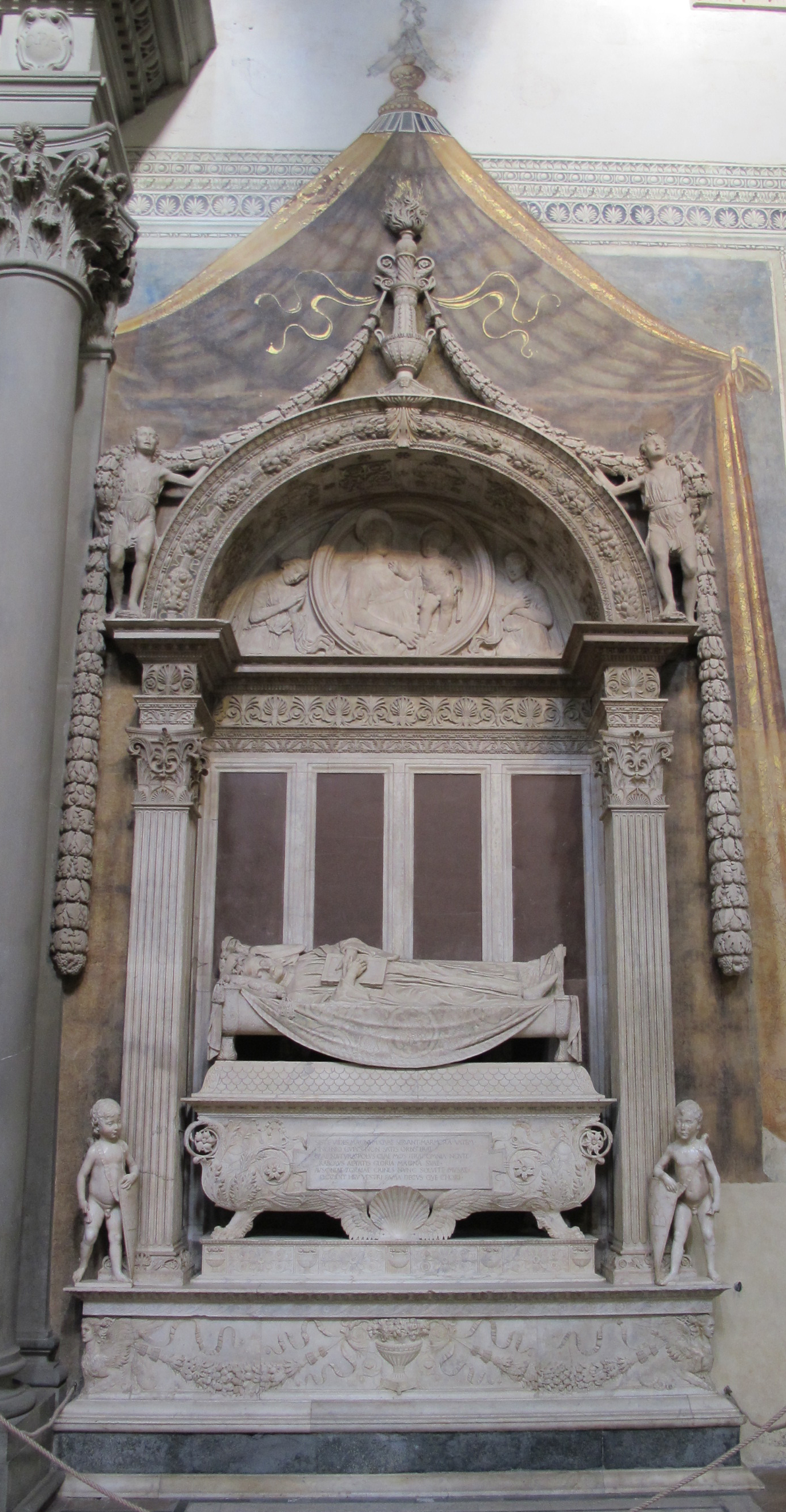
Monumento funebre di Carlo Marsuppini

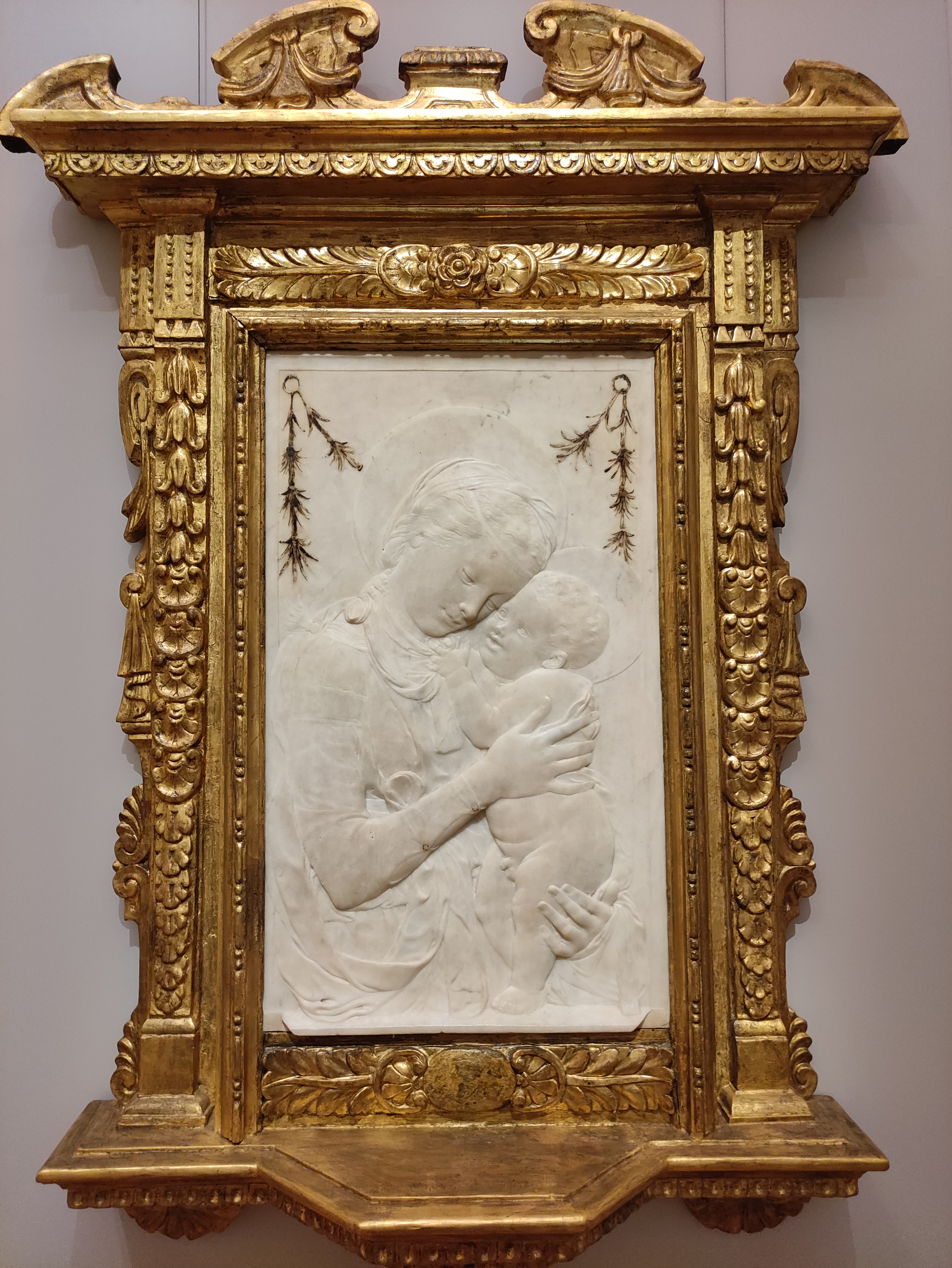
Madonna con Bambino Galleria Sabauda Torino

Desiderio da Settignano (Settignano, 1430 circa – Firenze, 16 gennaio 1464) è stato uno scultore italiano. Sviluppò uno stile elegante e fine nel disegno, che combina l'aderenza al naturalismo, soprattutto nell'espressività, al virtuosismo nel trattamento del marmo; nei suoi busti-ritratti il tema preferito fu quello di donne e bambini dove il marmo sembra trasformarsi in cera, raggiungendo vertici di toccante realismo, ingentilito da una grazia di struggente dolcezza.

## Biografia
(Vite, Giorgio Vasari)
Desiderio di Bartolomeo di Francesco, detto Ferro, nacque a Settignano, nei pressi di Firenze, in una casa di via del Fossataccio (numero civico 3) nel 1430 circa da una famiglia di scalpellini e si formò in ambito donatelliano.
Tra il 1450 e il 1455 lavorò, con un fregio di cherubini, nella cappella Pazzi in Santa Croce ed, insieme ad Antonio Rossellino, sotto la direzione di Bernardo Rossellino, alla tomba della Beata Villana, nella Basilica di Santa Maria Novella.
Nel 1453 si immatricolò all'Arte dei Maestri di pietra e legname. Tra il 1453 e il 1458 circa eseguì la Tomba del cancelliere Carlo Marsuppini nella chiesa di Santa Croce a Firenze; il monumento deriva dalla Tomba di Leonardo Bruni di Bernardo Rossellino, l'impostazione è la stessa: il defunto, disteso, sopra il sarcofago, è inquadrato in un arco trionfale retta da paraste, dove nel lunettone è il tondo la Madonna con il Bambino. Desiderio introduce, a differenza del Rossellino, ritmi curvilinei in modo da romperne il rigido schema: il sarcofago ha angoli smussati, i putti porta-stemma sono spostati alla conclusione delle paraste in modo da farne una base animata, il festone retto da geni, cade ai lati dell'arco trionfale, aumentando lo spazio percepito invece di chiuderlo tutto entro l'arco trionfale. Anche con il quasi coetaneo Antonio Rossellino, del resto, non mancheranno i reciproci rimandi.
Del 1455 circa è il Busto-ritratto di Marietta Strozzi, conservato a Berlino e la Maddalena in legno policromo, per la chiesa di Santa Trinita a Firenze, dove, grazie al trattamento morbido e accurato delle superfici, la vecchiaia della Maddalena è sì sofferta, ma non raggiunge la deformazione, presente invece nella coeva Maddalena di Donatello. Del 1461 è il Tabernacolo per la cappella del Sacramento nella chiesa di San Lorenzo.
Morì a Firenze nel 1464. Tra i suoi seguaci, il più noto è forse Francesco di Simone Ferrucci.

## Opere
- Al Museo del Bargello di Firenze:
  - Opere certe:

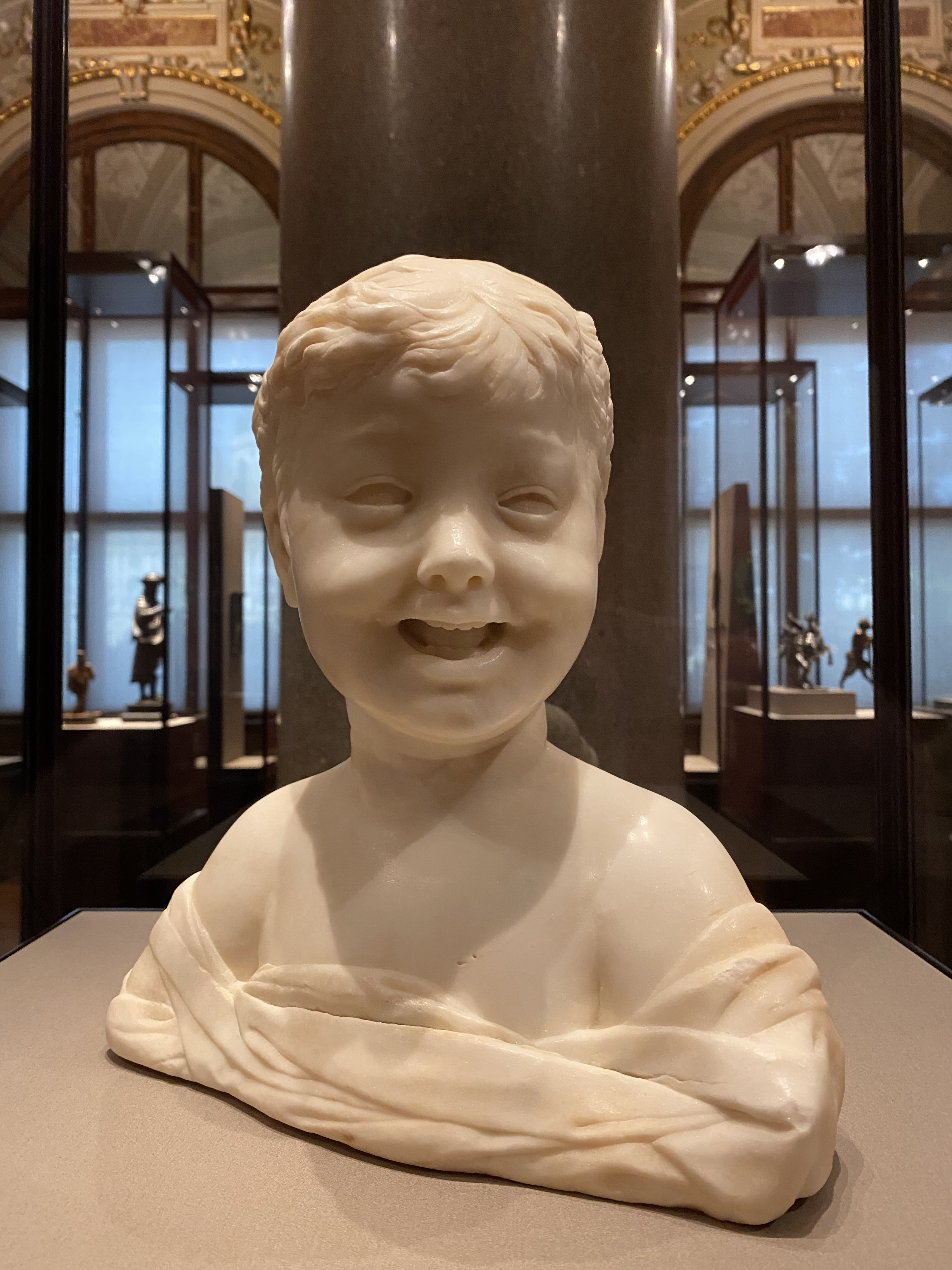
Bambino ridente, al Kunsthistorisches Museum

    - Madonna Panciatichi datata al 1453
    - Rilievo con san Giovannino datato tra il 1450 e il 1453
    - Busto-ritratto di giovinetta datato tra il 1450 e il 1454
    - San Giovannino Martelli datato tra il 1455 e il 1460
- Nella basilica di Santa Croce di Firenze
  - Monumento funebre di Carlo Marsuppini datato tra il 1453 e il 1455
  - Opere di bottega
    - Busto di donna datato tra il 1455 e il 1460
- Al Museo Horne di Firenze
  - San Giovannino datato tra il 1450 e il 1464
- Nella chiesa di Santa Trinita di Firenze
  - Maddalena datata al 1455
- Alla Galleria Sabauda di Torino:
  - Madonna col Bambino, 1450 circa
- Al Museo del Louvre di Parigi:
  - Opere certe:
    - Tondo con il Bambino e il san Giovannino del museo del Louvre
    - Profilo d'uomo coronato d'alloro, forse Giulio Cesare

  - Opere di attribuzione incerta:
    - Busto-ritratto di san Giovanni Battista

  - Opere di bottega:
    - Busto-ritratto di Isotta degli Atti

  - Opere alla maniera di Desiderio:
    - Madonna col Bambino, ripresa da quella della Galleria Sabauda di Torino
    - Il Bambino benedicente e con in mano una corona, forse la copia effettuata da Baccio da Montelupo nel 1500 circa per rimpiazzare l'originale nel tabernacolo della basilica di San Lorenzo a Firenze
    - Una Madonna adorante il Bambino in stucco dipinto, è opera di imitazione da un'opera attribuita dubitativamente a Desiderio conservata al Victoria and Albert Museum di Londra
- Al Bode-Museum di Berlino:
  - Busto-ritratto di Marietta Strozzi, tra il 1462 e il 1465 circa
- Al Victoria and Albert Museum di Londra:
  - Rilievo con Madonna col Bambino datato tra il 1445 e il 1460.
- Alla National Gallery of Art di Washington:
  - Mezzo busto con il Bambino, datato 1460 circa
  - Mezzo busto con bambino datato tra il 1455 e il 1460
  - Rilievo con san Gerolamo nel deserto datato al 1461 circa
- Al Museum of Art di Filadelfia: 
  - Madonna Foulc datata tra 1455 circa e il 1460.
- Al Norton Simon Museum di Pasadena:
  - Madonna Beauregard datata al 1455 circa